# Jun Szogjol
Jun Szogjol (hangul: 윤석열, handzsa: 尹錫悅, RR: Yun Seogyeol; ismert latin átírással: Yoon Suk-yeol; Szöul, 1960. december 18.–) dél-koreai politikus, ügyész és jogász. 2022 májusától volt a Koreai Köztársaság elnöke, 2025 áprilisában alkotmányos vádeljárás után pozíciójából eltávolították.

## Élete
Apja Jun Gidzsung (Yoon Ki-joong) nyugdíjas tanár, édesanyja az Ihva (Ihwa) Női Egyetemen volt előadó, de a házasságkötés után otthagyta a pozícióját.
Jun (Yoon)t 1982-ben anizometrópia miatt felmentették a katonai szolgálat alól. Később úgy nyilatkozott, hogy az állapota miatt nem tudott jogosítványt szerezni. Jun (Yoon) az egyetem 4. évfolyamán letette az ügyvédi vizsga első részét, de a másodikon megbukott. A következő kilenc évben folyamatosan kudarcot vallott. Sikertelen kísérleteinek okai nem tisztázottak, de széles körben úgy vélik, a fő oka a Cson Duhvan (Chun Doo-hwan) elleni szimulációs per lehetett.

## Ügyészi karrier
Jun (Yoon) 1994-ben kezdte pályafutását a tegui (daegui) államügyészségen. Ő vezette a Különleges Kirendeltséget és a Központi Nyomozó Osztályt, amelyek korrupciós ügyeket vizsgálnak. 2019. július 25-én legfőbb ügyész lett, azonban 2021. március 4-én Jun (Yoon) benyújtotta lemondását, amelyet Mun Dzsein (Mun Jaein) elnök elfogadott.

## 2022-es elnökválasztás
2021. június 29-én Jun (Yoon) hivatalosan bejelentette, hogy indul a 2022-es elnökválasztáson. Július 12-én független jelöltként regisztrálta magát. 2021. július 30-án hivatalosan is csatlakozott a konzervatív Polgári Erő Pártjához.
Jun (Yoon) kis különbséggel nyerte meg a 2022-es elnökválasztást. I Dzsemjong (Lee Jae-myung), a Demokratikus Összefogás jelöltje a következő nap hajnali órákban elismerte vereségét.

## Hadiállapot, felfüggesztés és lemondatás
2024-ben hadiállapotot hirdetett ki az országban, Cson (Chun) Duhvan (Doo-hwan) diktatúrája óta először. Jun (Yoon) azzal vádolta az ellenzéki Demokratikus Összefogás Pártot, hogy államellenes tevékenységeket folytatnak, és Észak-Koreával szimpatizálnak. Pár órával később az országgyűlés visszavonta döntését. Ennek ellenére a hadsereg kiállt az elnök döntése mellett, Jun (Yoon)  azonban helyi idő szerint hajnali 5 óra előtt nem sokkal bejelentette a hadiállapot feloldását. December 14-én a parlament az elnök elleni vádemelés mellett szavazott, így azonnali hatállyal felfüggesztették, az elnöki feladatokat átmenetileg először Han Dokszu (Han Deoksu) miniszterelnök, majd Csoj Szangmok (Choi Sang-mok) miniszterelnök-helyettes vette át.
2025. január 15-én az első dél-koreai elnök lett, akit letartóztattak. 2025. április 4-én az alkotmánybíróság egyhangú döntéssel eltávolította az elnöki pozícióból.